# Michael Lewis (historien naval)
Pour les articles homonymes, voir Michael Lewis (homonymie).
Michael Arthur Lewis (3 janvier 1890 – 27 février 1970) est un historien naval britannique, en même temps qu'un auteur de fiction, qui a été professeur d'histoire et d'anglais au Royal Naval College de Greenwich entre 1934 et 1955.

## Œuvres

### Écrits historiques
- England's sea-officers: the story of the naval profession. London Allen & Unwin, 1939, 1948.
- British ships and British seamen. London: British Council, 1940; Translated as Britiske skip og britiske sjømenn , 1943;  Britische schefen en Britische zeelieden, door Michael Lewis ... Vertaald door A. J. Staal. Geïllustreerde uitgave. (Herzien, 1943, 1945; Reprinted as The ships and seamen of Britain. London and New York: Pub. for the British Council by Longmans, Green, & Co., 1946.
- The navy of Britain: a historical portrait. London: G. Allen and Unwin, 1948.
- Nelson's letters from the Leeward Islands and other original documents in the Public Record Office and the British Museum, edited by Geoffrey Rawson with annotation by Michael Lewis. London: Golden Cockerel Press, 1953. Limited edition of 300 copies.
- A narrative of my professional adventures (1790-1839), by Sir William Henry Dillon, edited by Michael Lewis. Two volumes. Greenwich: Navy Records Society, 1953-1956.
- The history of the British navy. Harmondsworth: Penguin, 1957.
- The Spanish Armada. London: B. T. Batsford, 1960; Pan, 1966; Crowell, 1968.
- Armada guns, a comparative study of English and Spanish armaments. London, Allen & Unwin, 1961.
- Napoleon and his British captives. London: Allen & Unwin, 1962.
- The Navy in transition, 1814-1864; a social history. London: Hodder and Stoughton, 1965.
- Ancestors; a personal exploration into the past. London, Hodder & Stoughton [1966].
- The Hawkins dynasty: three generations of a Tudor family. London, Allen & Unwin, 1969.
- Spithead; an informal history. London, Allen & Unwin, 1972.

### Œuvres de fiction
- Afloat & Ashore (verses). London: Allen & Unwin, 1921.
- Beg o’ the Upland (novel). Oxford: Basil Blackwell, 1922.
- The Brand of the Beast. London: Allen & Unwin, 1924.
- Fleeting follies. (verse) London: Allen & Unwin, 1924.
- The Island of disaster (novel). London: Allen & Unwin, 1926.
- Roman Gold (novel). London: Allen & Unwin, 1927.
- The Three Amateurs (novel). LOndon: Houghton, 1929.
- The Crime of Herbert Wratislaus. London: Herbert Jenkins, 1931.